# Dalaas
Dalaas è un comune austriaco di 1 568 abitanti nel distretto di Bludenz, nel Vorarlberg.